# Championnats des États-Unis de cyclo-cross
Les championnats des États-Unis de cyclo-cross sont organisés en décembre de chaque année sur trois jours par l'USA Cycling.
Les premiers championnats ont été disputés en 1963. Laurence Malone détient le record de victoires chez les hommes avec 5 titres. Katherine Compton s'y est imposée à quinze reprises chez les femmes.

## Palmarès masculin

### Élites
| Année       | Lieu                        | Or                                          | Argent                                      | Bronze                                      |
| ----------- | --------------------------- | ------------------------------------------- | ------------------------------------------- | ------------------------------------------- |
| 1963        | Palos Park, Illinois        | Leroy "Tyger" Johnson                       |                                             |                                             |
| 1964        | Palos Park, Illinois        | Herman Kron                                 |                                             |                                             |
| 1965        | Palos Park, Illinois        | Herman Kron                                 |                                             |                                             |
| 1966        | Palos Park, Illinois        | Leroy "Tyger" Johnson                       |                                             |                                             |
| 1967        | Florissant, Missouri        | Leroy "Tyger" Johnson                       |                                             |                                             |
| 1968        | Florissant, Missouri        | Mike Carnahan                               |                                             |                                             |
| 1969        | Palos Park, Illinois        | John Howard                                 |                                             |                                             |
| 1970-1974   | Pas de course               | Pas de course                               | Pas de course                               | Pas de course                               |
| 1975        | Berkeley, Californie        | Laurence Malone                             | Dan Nall                                    | Joe Ryan                                    |
| 1976        | Sunriver, Oregon            | Laurence Malone                             | Joe Ryan                                    | Mark Pringle                                |
| 1977        | Milwaukee, Wisconsin        | Laurence Malone                             | Clark Natwick                               | Joe Ryan                                    |
| 1978        | Austin, Texas               | Laurence Malone                             | Clark Natwick                               | John Howard                                 |
| 1979        | Eugene, Oregon              | Laurence Malone                             | Joe Ryan                                    | Clark Natwick                               |
| 1980        | Colorado Springs, Colorado  | Joe Ryan                                    | Mark Jansen                                 | Davis Phinney                               |
| 1981        | Pacifica, Californie        | Clark Natwick                               | Myron Lind                                  | Joe Ryan                                    |
| 1982        | Nutley, New Jersey          | Roy Knickman                                | Clark Natwick                               | Steve Tilford                               |
| 1983        | Plymouth, Massachusetts     | Steve Tilford                               | Clark Natwick                               | Roy Knickman                                |
| 1984        | Pacifica, Californie        | Steve Tilford                               | Roy Knickman                                | Laurence Malone                             |
| 1985        | Nutley, New Jersey          | Paul Curley                                 |                                             | Ned Overend                                 |
| 1986        | Scotts Valley, Californie   | Clark Natwick                               |                                             |                                             |
| 1987        | Bremerton, Washington       | Clark Natwick                               | Don Myrah                                   | Paul Curley                                 |
| 1988        | Plymouth, Massachusetts     | Casey Kunselman                             | Don Myrah                                   | Frank McCormack                             |
| 1989        | Milwaukee, Wisconsin        | Don Myrah                                   | Paul Curley                                 | Frank McCormack                             |
| 1990        | Bremerton, Washington       | Don Myrah                                   |                                             | Frank McCormack                             |
| 1991        | Waltham, Massachusetts      | Don Myrah                                   | Mark McCormack                              |                                             |
| 1992        | Golden, Colorado            | Mark Howe                                   | Don Myrah                                   | Steve Tilford                               |
| 1993        | Sonora, Californie          | Don Myrah                                   | Pete Webber                                 |                                             |
| 1994        | Seattle, Washington         | Jan Wiejack                                 | Don Myrah                                   | Dale Knapp                                  |
| 1995        | Leicester, Massachusetts    | Jan Wiejack                                 | Mark McCormack                              | Daryl Price                                 |
| 1996        | Seattle, Washington         | Frank McCormack                             | Mark McCormack                              | Jan Wiejack                                 |
| 1997        | Lakewood, Colorado          | Mark McCormack                              | Frank McCormack                             |                                             |
| 1998        | Fort Devens, Massachusetts  | Frank McCormack                             | Steve Larsen                                | Jonathan Page                               |
| 1999        | San Francisco, Californie   | Mark McCormack                              | Bart Bowen                                  | Tim Johnson                                 |
| 2000        | Kansas City, Kansas         | Tim Johnson                                 | Mark Gullickson                             | Mark McCormack                              |
| 2001        | Baltimore, Maryland         | Todd Wells                                  | Tim Johnson                                 | Marc Gullickson                             |
| 2002        | Napa, Californie            | Jonathan Page                               | Todd Wells                                  | Travis Brown                                |
| 2003        | Portland, Oregon            | Jonathan Page                               | Todd Wells                                  | Ryan Trebon                                 |
| 2004        | Portland, Oregon            | Jonathan Page                               | Ryan Trebon                                 | Todd Wells                                  |
| 2005        | Providence, Rhode Island    | Todd Wells                                  | Ryan Trebon                                 | Jonathan Page                               |
| 2006        | Providence, Rhode Island    | Ryan Trebon                                 | Jonathan Page                               | Tim Johnson                                 |
| 2007        | Kansas City, Kansas         | Tim Johnson                                 | Jonathan Page                               | Todd Wells                                  |
| 2008        | Kansas City, Missouri       | Ryan Trebon                                 | Jamey Driscoll                              | Jonathan Page                               |
| 2009        | Bend, Oregon                | Tim Johnson                                 | Ryan Trebon                                 | Jonathan Page                               |
| 2010        | Bend, Oregon                | Todd Wells                                  | Ryan Trebon                                 | Jeremy Powers                               |
| 2012        | Madison, Wisconsin          | Jeremy Powers                               | Ryan Trebon                                 | Jonathan Page                               |
| 2013        | Madison, Wisconsin          | Jonathan Page                               | Zach McDonald                               | Jamey Driscoll                              |
| 2014        | Boulder, Colorado           | Jeremy Powers                               | Ryan Trebon                                 | Tim Johnson                                 |
| 2015        | Austin, Texas               | Jeremy Powers                               | Jonathan Page                               | Zach McDonald                               |
| 2016        | Asheville, Caroline du Nord | Jeremy Powers                               | Stephen Hyde                                | Logan Owen                                  |
| 2017        | Hartford, Connecticut       | Stephen Hyde                                | Jamey Driscoll                              | Kerry Werner                                |
| 2018 (jan.) | Reno, Nevada                | Stephen Hyde                                | Jeremy Powers                               | Kerry Werner                                |
| 2018 (déc.) | Louisville, Kentucky        | Stephen Hyde                                | Curtis White                                | Gage Hecht                                  |
| 2019        | Lakewood, Washington        | Gage Hecht                                  | Curtis White                                | Stephen Hyde                                |
| 2020        | Iowa City, Iowa             | annulé en raison de la pandémie de Covid-19 | annulé en raison de la pandémie de Covid-19 | annulé en raison de la pandémie de Covid-19 |
| 2021        | DuPage County, Illinois     | Eric Brunner                                | Curtis White                                | Gage Hecht                                  |
| 2022        | Hartford, Connecticut       | Curtis White                                | Eric Brunner                                | Kerry Werner                                |
| 2023        | Louisville, Kentucky        | Eric Brunner                                | Andrew Strohmeyer                           | Scott Funston                               |
| 2023        | Louisville, Kentucky        | Andrew Strohmeyer                           | Eric Brunner                                | Scott Funston                               |

### Moins de 23 ans
| Année       | Or                                          | Argent                                      | Bronze                                      |
| ----------- | ------------------------------------------- | ------------------------------------------- | ------------------------------------------- |
| 1996        | Jonathan Page                               |                                             |                                             |
| 1997        | Jonathan Page                               |                                             |                                             |
| 1998        | Timothy Johnson                             |                                             |                                             |
| 1999        | Timothy Johnson                             |                                             |                                             |
| 2000        | Ben Jacques-Maynes                          |                                             |                                             |
| 2001        | Adam Craig                                  |                                             |                                             |
| 2002        | Adam Craig                                  |                                             |                                             |
| 2003        | Jesse Anthony                               |                                             |                                             |
| 2004        | Jesse Anthony                               |                                             |                                             |
| 2005        | Troy Wells                                  |                                             |                                             |
| 2006        | Jesse Anthony                               |                                             |                                             |
| 2007        | Bjorn Selander                              |                                             |                                             |
| 2008        | Nicholas Weighall                           |                                             |                                             |
| 2009        | Daniel Summerhill                           |                                             |                                             |
| 2010        | Daniel Summerhill                           | Zach McDonald                               | Jerome Townsend                             |
| 2012        | Zach McDonald                               | Cody Kaiser                                 | Jeffrey Bahnson                             |
| 2013        | Yannick Eckmann                             | Andrew Dillman                              | Tobin Ortenblad                             |
| 2014        | Logan Owen                                  | Yannick Eckmann                             | Cody Kaiser                                 |
| 2015        | Logan Owen                                  | Yannick Eckmann                             | Curtis White                                |
| 2016        | Tobin Ortenblad                             | Curtis White                                | Grant Ellwood                               |
| 2017        | Lance Haidet                                | Gage Hecht                                  | Maxx Chance                                 |
| 2018 (janv) | Christopher Blevins                         | Eric Brunner                                | Grant Ellwood                               |
| 2018 (déc)  | Spencer Petrov                              | Brannan Fix                                 | Eric Brunner                                |
| 2019        | Eric Brunner                                | Caleb Swartz                                | Scott Funston                               |
| 2020        | annulé en raison de la pandémie de Covid-19 | annulé en raison de la pandémie de Covid-19 | annulé en raison de la pandémie de Covid-19 |
| 2021        | Scott Funston                               | Andrew Strohmeyer                           | Daxton Mock                                 |
| 2022        | Andrew Strohmeyer                           | Jules Van Kempen                            | Dillon McNeill                              |
| 2023        | Jack Spranger                               | Dylan Zakrajsek                             | Ivan Sippy                                  |
| 2024        | Henry Coote                                 | Ivan Sippy                                  | Jack Spranger                               |

### Juniors
| Année       | Or                                          | Argent                                      | Bronze                                      |
| ----------- | ------------------------------------------- | ------------------------------------------- | ------------------------------------------- |
| 1996        | Ryan Miller                                 |                                             |                                             |
| 1997        | Danny Pate                                  |                                             |                                             |
| 1999        | Matthew Kelly                               |                                             |                                             |
| 1999        | Matthew Kelly                               |                                             |                                             |
| 2000        | Josh Anthony                                |                                             |                                             |
| 2001        | Mike House                                  |                                             |                                             |
| 2002        | Jesse Anthony                               |                                             |                                             |
| 2003        | Jamey Driscoll                              |                                             |                                             |
| 2004        | Bjorn Selander                              |                                             |                                             |
| 2005        | Daniel Summerhill                           |                                             |                                             |
| 2006        | Daniel Summerhill                           |                                             |                                             |
| 2007        | Luke Keough                                 |                                             |                                             |
| 2008        | Zach McDonald                               |                                             |                                             |
| 2009        | Cody Kaiser                                 |                                             |                                             |
| 2010        | Jeffrey Bahnson                             | Bjorn Fox                                   | Andrew Dillman                              |
| 2012        | Logan Owen                                  | Tobin Ortenblad                             | Richard Cypress Gorry                       |
| 2013        | Logan Owen                                  | Curtis White                                | Peter Goguen                                |
| 2014        | Peter Goguen                                | Maxx Chance                                 | Austin Vincent                              |
| 2015        | Gage Hecht                                  | Gavin Haley                                 | Cameron Beard                               |
| 2016        | Gage Hecht                                  | Denzel Stephenson                           | Eric Brunner                                |
| 2017        | Denzel Stephenson                           | Lance Maher                                 | Ross Ellwood                                |
| 2018 (janv) | Benjamin Gomez-Villafañe                    | Scott Funston                               | Dillon McNeill                              |
| 2018 (déc)  | Alex Morton                                 | Nick Carter                                 | Magnus Sheffield                            |
| 2019        | Andrew Strohmeyer                           | Jared Scott                                 | Magnus Sheffield                            |
| 2020        | annulé en raison de la pandémie de Covid-19 | annulé en raison de la pandémie de Covid-19 | annulé en raison de la pandémie de Covid-19 |
| 2021        | Magnus White                                | Andrew August                               | Frank O'Reilly                              |
| 2022        | Andrew August                               | Magnus White                                | David Thompson                              |
| 2023        | David Thompson                              | Miles Mattern                               | Henry Coote                                 |
| 2024        | Garrett Beshore                             | Benjamin Bravman                            | Dylan Haynes                                |

## Palmarès féminin

### Élites
| Année       | Lieu                        | Or                                          | Argent                                      | Bronze                                      |
| ----------- | --------------------------- | ------------------------------------------- | ------------------------------------------- | ------------------------------------------- |
| 1975        | Berkeley, Californie        | Mary Ann Allen                              | Linda Searl                                 | Clara Teyssier                              |
| 1976        | Sunriver, Oregon            | Mary Ann Allen                              | Carolyn Peterson                            | Joyce Sulauke                               |
| 1977        | Milwaukee, Wisconsin        | Joyce Sulauke                               | Debra Schadewaldt                           | Joan Johnson                                |
| 1978-85     | Pas de course               |                                             |                                             |                                             |
| 1986        | Scotts Valley, California   | Elizabeth Chapman                           |                                             |                                             |
| 1987        | Bremerton, Washington       | Elizabeth Chapman                           | Dina Di Santis                              |                                             |
| 1988        | Plymouth, Massachusetts     | Elizabeth Muhich                            |                                             |                                             |
| 1989        | Milwaukee, Wisconsin        | Elizabeth Muhich                            | Dina Di Santis                              |                                             |
| 1990        | Bremerton, Washington       | Elizabeth Muhich                            |                                             | Dina Di Santis                              |
| 1991        | Waltham, Massachusetts      | Kathy Riggert                               |                                             |                                             |
| 1992        | Golden, Colorado            | Lisa Muhich                                 | Nancy Reynolds                              | Kathy Riggert                               |
| 1993        | Sonora, Californie          | Lisa Muhich                                 | Cheryl Moores                               | Nancy Reynolds                              |
| 1994        | Seattle, Washington         | Shari Kain                                  | Laurie Brandt                               | Cheryl Moores                               |
| 1995        | Leicester, Massachusetts    | Janice Bolland                              | Shari Kain                                  | Laurie Brandt                               |
| 1996        | Seattle, Washington         | Shari Kain                                  | Jan Bolland                                 | Alison Dunlap                               |
| 1997        | Lakewood, Colorado          | Alison Dunlap                               | Miranda Briggs                              | Ruth Matthes                                |
| 1998        | Fort Devens, Massachusetts  | Alison Dunlap                               | Ann Grande                                  | Carmen Richardson                           |
| 1999        | San Francisco, Californie   | Alison Dunlap                               | Ann Grande                                  | Shari Kain                                  |
| 2000        | Kansas City, Kansas         | Alison Dunlap                               | Ann Grande                                  | Rachel Lloyd                                |
| 2001        | Baltimore, Maryland         | Alison Dunlap                               | Carmen d'Aluisio                            | Rachel Lloyd                                |
| 2002        | Napa, Californie            | Ann Grande                                  | Rachel Lloyd                                | Gina Hall                                   |
| 2003        | Portland, Oregon            | Alison Dunlap                               | Rachel Lloyd                                | Gina Hall                                   |
| 2004        | Portland, Oregon            | Katherine Compton                           | Gina Hall                                   | Ann Knapp                                   |
| 2005        | Providence, Rhode Island    | Katherine Compton                           | Ann Knapp                                   | Maureen Bruno Roy                           |
| 2006        | Providence, Rhode Island    | Katherine Compton                           | Georgia Gould                               | Kerry Barnholt                              |
| 2007        | Kansas City, Kansas         | Katherine Compton                           | Rachel Lloyd                                | Georgia Gould                               |
| 2008        | Kansas City, Missouri       | Katherine Compton                           | Georgia Gould                               | Rachel Lloyd                                |
| 2009        | Bend, Oregon                | Katherine Compton                           | Meredith Miller                             | Amy Dombroski                               |
| 2010        | Bend, Oregon                | Katherine Compton                           | Georgia Gould                               | Meredith Miller                             |
| 2012        | Madison, Wisconsin          | Katherine Compton                           | Kaitlin Antonneau                           | Nicole Duke                                 |
| 2013        | Madison, Wisconsin          | Katherine Compton                           | Jade Wilcoxson                              | Nicole Duke                                 |
| 2014        | Boulder, Colorado           | Katherine Compton                           | Elle Anderson                               | Meredith Miller                             |
| 2015        | Austin, Texas               | Katherine Compton                           | Kaitlin Antonneau                           | Rachel Lloyd                                |
| 2016        | Asheville, Caroline du Nord | Katherine Compton                           | Georgia Gould                               | Kaitlin Antonneau                           |
| 2017        | Hartford, Connecticut       | Katherine Compton                           | Amanda Miller                               | Kaitlin Antonneau                           |
| 2018 (janv) | Reno, Nevada                | Katherine Compton                           | Ellen Noble                                 | Kaitlin Keough                              |
| 2018 (déc)  | Louisville, Kentucky        | Katherine Compton                           | Sunny Gilbert                               | Ellen Noble                                 |
| 2019        | Lakewood, Washington        | Clara Honsinger                             | Rebecca Fahringer                           | Katherine Compton                           |
| 2020        | Iowa City, Iowa             | annulé en raison de la pandémie de Covid-19 | annulé en raison de la pandémie de Covid-19 | annulé en raison de la pandémie de Covid-19 |
| 2021        | DuPage County, Illinois     | Clara Honsinger                             | Raylyn Nuss                                 | Sunny Gilbert                               |
| 2022        | Hartford, Connecticut       | Clara Honsinger                             | Raylyn Nuss                                 | Austin Killips                              |
| 2023        | Louisville, Kentucky        | Clara Honsinger                             | Katie Clouse                                | Raylyn Nuss                                 |
| 2024        | Louisville, Kentucky        | Vida Lopez De San Roman                     | Katie Clouse                                | Raylyn Nuss                                 |

### Moins de 23 ans
| Année       | Or                                          | Argent                                      | Bronze                                      |
| ----------- | ------------------------------------------- | ------------------------------------------- | ------------------------------------------- |
| 2002        | Alicia Genst                                |                                             |                                             |
| 2006        | Amy Dombroski                               |                                             |                                             |
| 2007        | Amy Dombroski                               |                                             |                                             |
| 2008        | Amy Dombroski                               |                                             |                                             |
| 2009        | Ashley James                                |                                             |                                             |
| 2010        | Kaitlin Antonneau                           | Coryn Rivera                                | Ashley James                                |
| 2016        | Ellen Noble                                 | Sofia Gomez-Villafañe                       | Emma White                                  |
| 2017        | Ellen Noble                                 | Emma White                                  | Hannah Finchamp                             |
| 2018 (janv) | Emma White                                  | Clara Honsinger                             | Emma Schwartz                               |
| 2018 (déc)  | Clara Honsinger                             | Sophie Russenberger                         | Hannah Arensman                             |
| 2019        | Katie Clouse                                | Hannah Arensman                             | Shannon Mallory                             |
| 2020        | annulé en raison de la pandémie de Covid-19 | annulé en raison de la pandémie de Covid-19 | annulé en raison de la pandémie de Covid-19 |
| 2021        | Katie Clouse                                | Madigan Munro                               | Lizzy Gunsalus                              |
| 2022        | Madigan Munro                               | Katie Clouse                                | Lauren Zoerner                              |
| 2023        | Lizzy Gunsalus                              | Ella Brenneman                              | Cassidy Hickey                              |
| 2024        | Katherine Sarkisov                          | Makena Kellerman                            | Kaya Musgrave                               |

### Juniors
| Année       | Or                                          | Argent                                      | Bronze                                      |
| ----------- | ------------------------------------------- | ------------------------------------------- | ------------------------------------------- |
| 2000        | Alicia Genst                                |                                             |                                             |
| 2001        | Magen Long                                  |                                             |                                             |
| 2002        | Magen Long                                  |                                             |                                             |
| 2003        | Magen Long                                  |                                             |                                             |
| 2004        | Larssyn Rüegg                               |                                             |                                             |
| 2006        | Danielle Haulman                            |                                             |                                             |
| 2007        | Anna Young                                  |                                             |                                             |
| 2008        | Coryn Rivera                                |                                             |                                             |
| 2009        | Coryn Rivera                                |                                             |                                             |
| 2010        | Alexis Ryan                                 | Emily Shields                               | Kaitlyn Lawrence                            |
| 2012        | Corrie Osborne                              | Allison Arensman                            | Erin Donohue                                |
| 2014        | Julia Sante                                 | Danielle Mullis                             | Hannah McDade                               |
| 2015        | Emma White                                  | Victoria Gates                              | Hannah Arensman                             |
| 2018 (janv) | Katie Clouse                                | Petra Schmidtmann                           | Ava Lilley                                  |
| 2018 (déc)  | Katie Clouse                                | Madigan Munro                               | Meredith Sierpina                           |
| 2019        | Madigan Munro                               | Michaela Thompson                           | Lizzy Gunsalus                              |
| 2020        | annulé en raison de la pandémie de Covid-19 | annulé en raison de la pandémie de Covid-19 | annulé en raison de la pandémie de Covid-19 |
| 2021        | Katherine Sarkisov                          | Keira Bond                                  | Kaya Musgrave                               |
| 2022        | Kaya Musgrave                               | Samantha Scott                              | Greta Kilburn                               |
| 2023        | Vida Lopez De San Roman                     | Alyssa White                                | Jorja Bond                                  |
| 2024        | Lidia Cusack                                | Alyssa Sarkisov                             | Ada Watson                                  |

## Sources
- Siteducyclisme.net

- (en) Cet article est partiellement ou en totalité issu de l’article de Wikipédia en anglais intitulé « United States National Cyclo-cross Championships » (voir la liste des auteurs).